# 古市澄胤
古市 澄胤（ふるいち ちょういん）は、戦国時代の僧、武将。大和国古市郷の土豪であり、東山時代の文化人大名でもある。興福寺の官符衆徒。

## 生涯
叔父古市宜胤のいる興福寺発心院に入り14歳で出家、倫勧房澄胤と号した。興福寺大乗院門跡の六方衆となる。文明7年（1475年）、兄・胤栄の隠居により退寺し、家督を相続した。応仁の乱において興福寺衆徒を統率し、義父の越智家栄や畠山義就と結んで筒井順尊・十市遠清・箸尾為国を追放、大和に勢力を拡大した。明応2年（1493年）には山城国守護を兼ねる室町幕府政所執事伊勢貞陸によって南山城の相楽・綴喜両郡の守護代に任じられ、南山城に入って山城国一揆を鎮圧した。その後は細川政元配下の武将赤沢朝経の大和への侵攻に協力している。
大和地方の半分を支配する大和守護格となり、古市播磨法師の名で活躍、6万石の城（古市城）を築き威勢を放った。永正5年（1508年）、細川澄元（政元の養子）配下の武将赤沢長経（朝経の養子）に属して河内国高屋城主・畠山尚順を攻めたが、敗走してその途中で自害している。
澄胤はいわゆる戦国成り上がりの田舎大名であり、一時に数百貫を賭ける博打を好んだり、名馬を渉猟するなど派手な振舞いをする一方、神仏への信仰心も厚く、貴人や公家、高僧、諸芸能人とも交わり、茶の湯、謡（うたい）（能・猿楽）・尺八にも優れ、文人としても有名で、美意識を兼ね備えていた。連歌師猪苗代兼載からは『心敬僧都庭訓』を受け、自作句が、宗祇選『園塵』に入るほど。西本願寺に伝わる大名物の盆席「残雪」は、奈良の町屋にある屋根押さえに使用していた石の中から澄胤が見出したものと言われている。

## 茶道とのかかわり
もともと古市一族は、「淋汗茶湯（りんかんちゃのゆ）」と呼ばれる茶会を行っていた。淋汗とは夏風呂のことで、風呂と茶の湯があわさったものと考えられる。兄の胤栄が行った記録によれば、風呂の他、庭に松竹を植えて、山を作り滝を流し、周囲には花が飾られ、唐絵や香炉、食籠（じきろう）などが置かれ、客は百人以上にも及ぶこともあったという。飾り付けられた作り物を見物しながら茶を飲み、酒宴もあるという、賑やかなものだった。
それ故か、一族の行う茶の湯とは相反する茶の道を求める茶人村田珠光に師事し、珠光の一番弟子となる。その珠光から送られた『心の文』（村田珠光の項目を参照）は有名で、公家・武士らの華美な会所、闘茶といった遊びに後戻りせぬように、目覚めたばかりの弟子を導こうとしている内容となっている。また、珠光「お尋ねの文」は、澄胤の茶花についての質問に対する返答である。
後に『山上宗二記』には「和州古市澄胤　数奇者、名人、珠光の一の弟子、名物其数所持の人也」とあり、茶道の名人として名が挙げられている。弟子に珠光伝来の松屋三名物を秘蔵した松屋久行がいる。
江戸時代には澄胤の後裔古市了和が、弓馬術・礼儀作法の名家である小笠原家総領家（小倉藩主）に茶道頭として仕えた。珠光から一の弟子である澄胤に受け継がれた茶の道や作法は、小笠原家の家風と融合し、小笠原家茶道古流として現在に受け継がれている。

## 系譜
天武天皇―舎人親王―御原王―小倉王―清原夏野―海雄―房則―業恒―広澄……古市胤晃―胤條―胤尋―胤尊―重胤―隆胤―藤勝―澄胤―胤慶―胤栄―胤勝―胤家―胤重―胤宗……